# ملاس مائي
ملاس مائي (الاسم العلمي: Leotia aquatica) هو نوع من الفطريات يتبع جنس الملاس من الفصيلة الملاسية 